# Hurricane Riri, Boston Mari
Singles de AAA
Shalala Kibou no Uta
(2006) Soul Edge Boy / Kimono Jet Girl
(2006)
Hurricane Riri, Boston Mari est le 7esingle du groupe AAA sorti sous le label Avex Trax le 31 mai 2006 au Japon. Il atteint la 10e place du classement de l'Oricon. Il se vend à 13 659 exemplaires la première semaine et reste classé 6 semaines, pour un total de 19 832 exemplaires vendus.
Hurricane Riri, Boston Mari a été utilisé comme thème musical pour le drama Shichinin no Onna Bengoshi. Cette chanson est présente sur la compilation Attack All Around, sur l'album remix AAA Remix ~non-stop all singles~, ainsi que sur l'album All et les mini albums All/2 et AlohAAA!.

## Liste des titres
| 1. | Hurricane Riri, Boston Mari (ハリケーン·リリ、ボストン·マリ)                | Mashima Masatoshi | Mashima Masatoshi | 5:01 |
| 2. | BLOOD on FIRE (Live Version)                                                | Sasaki Osamu      | Watanabe Miki     | 4:53 |
| 3. | Hurricane Riri, Boston Mari (instrumental) (ハリケーン·リリ、ボストン·マリ) | Mashima Masatoshi | Mashima Masatoshi | 4:59 |

| 1. | Hurricane Riri, Boston Mari (ハリケーン·リリ、ボストン·マリ) |  |

## Interprétations à la télévision
- Music Fighter (26 mai 2006)
- MelodiX! (27 mai 2006)
- Music Express (25 juin 2006)